# بوسولاسکو
بوسولاسکو (به ایتالیایی: Bossolasco) یک کومونه در ایتالیا است که در استان کونیو واقع شده‌است.

## خصوصیات
بوسولاسکو ۱۴٫۳ کیلومترمربع مساحت و ۶۷۵ نفر جمعیت دارد و ۷۵۷ متر بالاتر از سطح دریا واقع شده‌است.